# Samooboronni Kuszczowi Widdiły

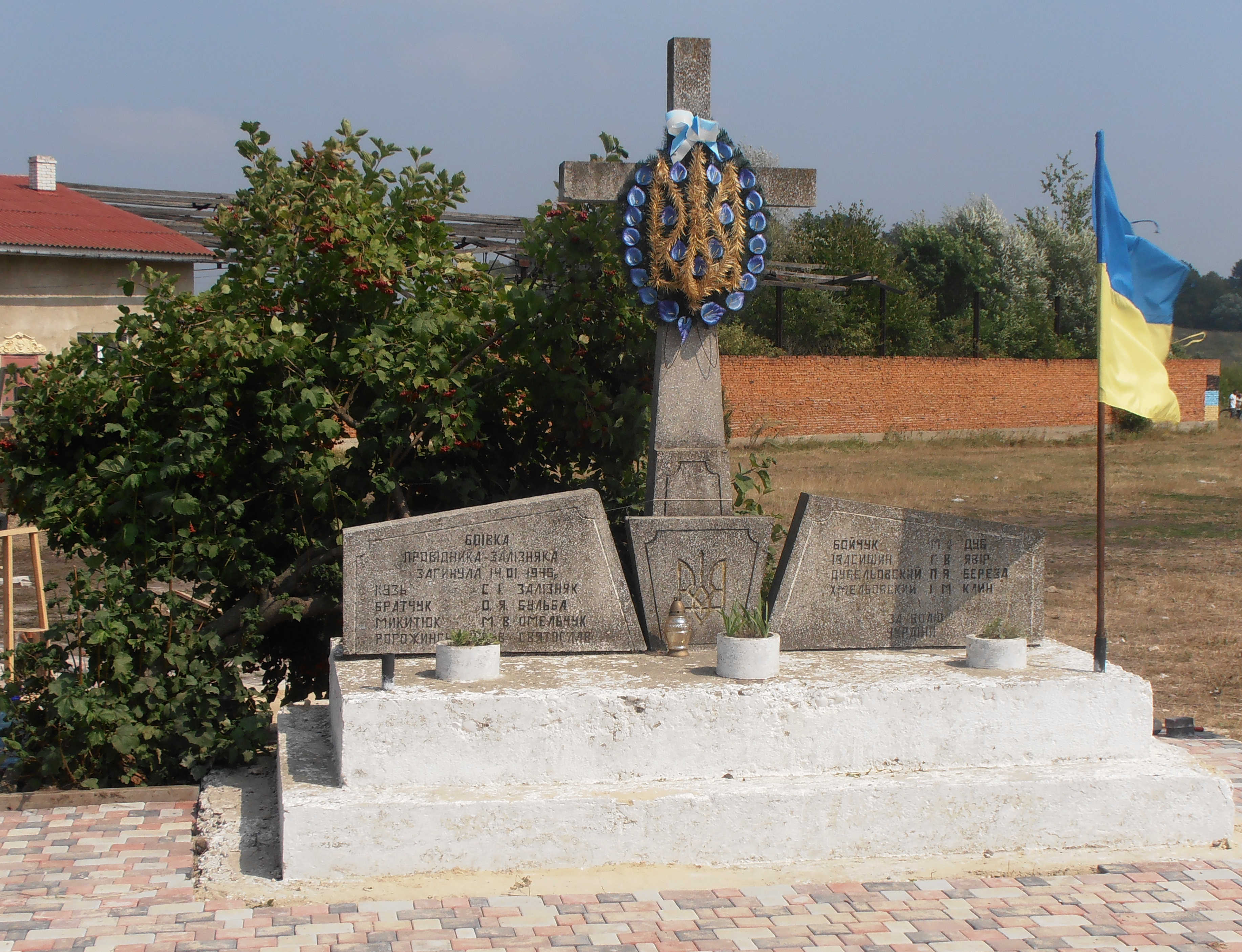
Pomnik SKW w Komarowie

Samooboronni Kuszczowi Widdiły (SKW, ukr. Самооборонні кущові відділи) – oddziały samoobrony ukraińskiej, utworzone do ochrony ukraińskich wiosek, oraz dla stworzenia zaplecza dla UPA, działające w latach 1942–1946, nadzorowane przez rejonowych przewodniczących OUN-B. SKW wzięły udział w rzezi wołyńskiej i czystce etnicznej w Małopolsce Wschodniej.

## Cele działania
Zajmowały się głównie:
- szkoleniem wojskowym ludności
- obroną wsi ukraińskich przed partyzantką polską i sowiecką oraz bandami rabunkowymi
- budową podziemnych bunkrów, szpitali i magazynów
- ochroną magazynów i szpitali
- gromadzeniem zapasów żywności, lekarstw i odzieży dla oddziałów UPA
- zapewnianiem transportu
- utrzymywaniem łączności przez łączników
- czasami brały udział również w akcjach dywersyjnych wspierały ataki oddziałów UPA

## Organizacja
Zorganizowane były w stanice (1–2 wsie) oraz kuszcze (5–7 wsi). Bojówki SKW tworzone były przy kuszczach, liczyły od 30 do 50 żołnierzy, czyli 3–4 roje.
W skład kuszczowego prowydu (zarządu) wchodzili:
- referent wojskowy (kuszczowy, wijskowyk) – był dowódcą kuszcza
- referent gospodarczy
- referent propagandy
- referent Służby Bezpeky
- referentka Ukraińskiego Czerwonego Krzyża
- łącznicy

W strukturze OUN kuszcze podlegały rejonowym (a wyżej – obwodowym) referentom organizacyjno-mobilizacyjnym. Członkowie SKW nie musieli jednak należeć do OUN.

## Działalność
SKW zaczęły powstawać na początku 1942 na Wołyniu i Polesiu. W niektórych rejonach tworzono tzw. „Widdiły Osobływoho Pryznaczennia” (WOP), a w innych powstawały „Samoobronni Kuszczowi Widdiły” (SKW). Na Wołyniu organizacyjne ujęcie tego ruchu spoczywało w rękach Dmytra Klaczkiwskiego, który 30 sierpnia 1943 nakazał całkowitą mobilizację ukraińskiej ludności na Wołyniu w oddziałach tworzonych w poszczególnych wsiach. Członkowie SKW trafiali do UPA, ale z czasem, gdy zaczęto rozformowywać oddziały, dotychczasowych partyzantów kierowano do wiejskich samoobron. Członków SKW różniło od oddziałów UPA to, że legalnie mieszkali we wsiach znajdujących się na terenie kuszcza i zbierali się w celu wykonania określonej akcji. SKW było kierowane przez OUN za pośrednictwem referentów wojskowych kuszcza (kuszczowych). Uzbrojenie SKW stanowiła nieliczna broń palna, a głównie narzędzia gospodarskie np. siekiery, widły, kosy, noże. W 1943 oddziały SKW znajdowały się na terenie całego Wołynia.
Bojówki te brały udział w ludobójstwie ludności polskiej na Wołyniu i w Małopolsce Wschodniej (m.in. w Ihrowicy). Mordy na pojedynczych Polakach dokonywane były również bez udziału UPA, na własną rękę, przy użyciu narzędzi gospodarskich.
Oddziały SKW broniły ludności ukraińskiej na terenie Pogórza Przemyskiego, Bieszczadów, Chełmszczyzny i Lubelszczyzny przed bandami rabunkowymi, starały się ją ochronić przed wysiedleniami do USRR w latach 1944–1946, i przed przesiedleniami w ramach Akcji „Wisła”, oraz represjami władz komunistycznych.

## Oceny działalności SKW
W związku z uczestnictwem SKW w zbrodniach na polskiej ludności cywilnej Ewa Siemaszko uważa, że organizacja ta nie miała wiele wspólnego z samoobroną, gdyż słabe uzbrojenie nie pozwalało na odpieranie ataków partyzantów sowieckich, a tym bardziej Niemców, a organizacja była wykorzystywana przez OUN do napadów na polskie wsie. Z kolei Grzegorz Motyka uważa za główny cel istnienia SKW obronę ukraińskich wsi.